# Albert Gérard Léo D'Amade
Albert Gérard Léo D'Amade, francoski general, * 24. december 1856, Toulouse, Francija,  † 11. november 1941, Fronsac.